# Charwelton
Charwelton – wieś w Anglii, w hrabstwie Northamptonshire, w dystrykcie (unitary authority) West Northamptonshire. Leży 23 km na zachód od miasta Northampton i 108 km na północny zachód od Londynu. Miejscowość liczy 185 mieszkańców.